# Михаил Ярославич
Михаи́л Яросла́вич (предп. 1 ноября 1271 — 22 ноября 1318) — князь тверской (между 1282 и 1285 — 22 ноября 1318), великий князь владимирский (1305 — 1317), «Великий князь всея Руси» (1305 — 1317) и князь новгородский (1308 — 1314). Сын Ярослава Ярославича и Ксении Юрьевны.  
В 1288—1289 годах Михаил защитил Тверь от войска великого князя владимирского Дмитрия Александровича. В 1296—1297 годах был на стороне Ивана Дмитриевича, когда князь городецкий Андрей Александрович решил оспорить право Ивана на владение Переяславль-Залесским княжеством.  
После смерти Андрея в 1304 году Михаил и Юрий Данилович оба претендовали на княжение в великого владимирского князя, что положило начало Борьбе Москвы и Твери. В 1317 году Михаил одержал победу в Бортеневской битве, вследствие чего после переговоров подписал мирный договор с Юрием. По договору он обязался вернуть из плена жену Юрия Агафью, однако она умерла в Твери. Юрий обвинил в её смерти Михаила, вследствие чего 22 ноября 1318 года его казнили в Золотой Орде. 
В 1549 году Михаил был канонизирован Русской православной церковью. День памяти — 22 ноября [5 декабря]. Михаилу было посвящено несколько памятников, храмов и фильмов. Его образ затрагивался в живописи и литературе.

## Биография

### Ранняя жизнь и правление
Михаил Ярославич родился в семье Ярослава Ярославича и Ксении Юрьевны, предположительно, 1 ноября 1271 года. После смерти его старшего брата Михаила в том же году ему и его матери достался город Зубцов. Между 1282 и 1285 годами Михаил после смерти своего второго брата Святослава стал третьим князем тверским. В 1285 году совместно с матерью и епископом тверским Симеоном Михаил участвовал в закладке Спасо-Преображенского собора — первого каменного храма в Северо-Восточной Руси, который был возведён после нашествия монголов. В 1286 году Михаил вместе с новоторжцами, волочанами, дубчанами, ржевцами, дмитровцами, зубчанами и москвичами разбил войско литовцев и взял в плен их князя Доманта.
В 1288—1289 годах великий князь владимирский Дмитрий Александрович совместно с князем городецким Андреем Александровичем, князем московским Даниилом Александровичем и князем ростовским Дмитрием Борисовичем отравился в поход на Тверь из-за того, что Михаил не признал его власть. По дороге он опустошил окрестности Кашина и сжёг Кснятин (ныне — Скнятино). Когда Михаил с войском вышел ему навстречу, всё закончилось подписанием мирного договора. По мнению историка С. М. Соловьёва, причиной похода Дмитрия на Тверь было вхождение Тверского княжества в коалицию его брата Андрея в начале Междоусобной войны между братьями. По мнению историка Н. М. Карамзина, Дмитрий заключил мир с Михаилом, так как признал независимость Тверского княжества. По мнению историка Э. Клюга, Дмитрий прибегнул к переговорам с Михаилом из-за того, что его армия была намного слабее тверской.

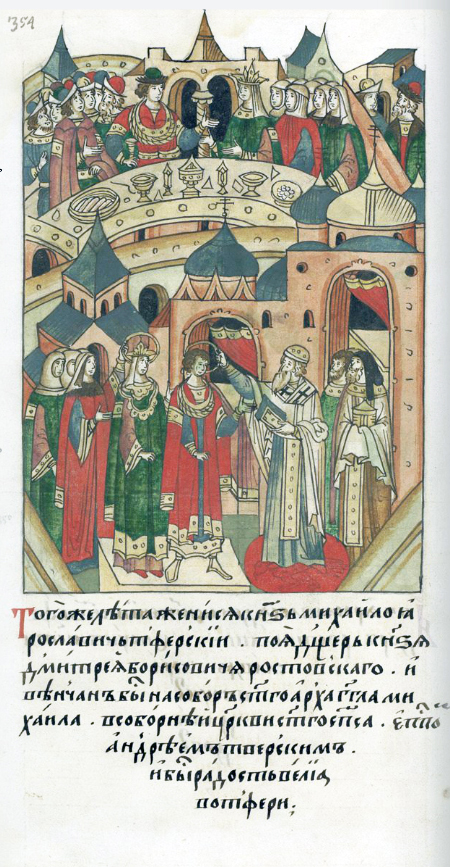
Свадьба Михаила и Анны. Миниатюра из Лицевого летописного свода XVI века.

После смерти Симеона, Михаил и его мать Ксения выбрали нового тверского епископа — Андрея, которого митрополит Киевский Максим рукоположил в 1289 году. В 1293 году Михаил отправился к беклярбеку Золотой Орды Ногаю за помощью, так как татарское войско во главе с Туданом, выданное князю Андрею ханом Тохтой для борьбы с Дмитрием, уничтожала города на Руси. Вернувшись в Тверь, Михаил подготовился к нападению татар, однако оно не произошло. В 1294 году он принял в Тверь проигравшего в междоусобной войне Дмитрия и разрешил епископу Андрею стать посредником между братьями. В том же году 8 ноября Михаил женился на Анне — дочери Дмитрия Борисовича.
В 1295 году Михаил подписал договор с Новгородом о взаимной помощи при нападении Андрея. В 1296—1297 годах Андрей решил оспорить право своего племянника Ивана Дмитриевича на владение Переяславль-Залесским княжеством. Разрешение конфликта произошло на совете князей во Владимире, куда прибыли ханские послы и два епископа. На сторону Андрея стали Фёдор Ростиславич и Константин Борисович, на сторону Ивана — Михаил и Даниил. В итоге конфликт закончился перемирием. Чуть позже, когда Иван отправился из Переяславля (ныне — Переславль-Залесский) в Орду, Андрей решил захватить власть в городе, однако у Юрьева (ныне — Юрьев-Польский) его остановил Михаил вместе с князьями московскими. Этот конфликт также закончился перемирием.
В 1297 году Михаил заложил город Старица. В 1300 году на совете князей в Дмитрове он наладил отношения с Андреем. В 1301 или 1302 году он с войском вышел на помощь Андрею, который захотел уничтожить шведскую крепость Ландскрона для того, чтобы доминировать на Балтийском море и помешать новгородской торговле. Однако по пути Михаил узнал, что новгородцы совместно с владимировцами раньше Андрея уничтожили крепость, и поэтому вернулся назад.

### Борьба Москвы и Твери
После смерти Андрея в 1304 году на титул великого князя владимирского претендовали Михаил и его племянник князь московский Юрий Данилович. 1 мая 1305 года Михаил отправился за ярлыком на княжение в Орду. Во время его отъезда тверские бояре делали попытки по расширению территории и влияния Тверского княжества: взяли в плен брата Юрия Бориса, отправили своих наместников в Новгород, однако жители города их отвергли, безуспешно пытались захватить Торжок и Переяславль. Тем временем в Орде хан Тохта выдал Михаилу ярлык и в том же году Михаил вернулся назад в Тверь. По возвращении он напал на Москву. Сам город ему взять не удалось и всё закончилось подписанием мирного договора, однако он смог захватить Переяславль-Залесское княжество. По мнению историка В. А. Кучкина, с этого момента Михаил принял титул «Великого князя всея Руси». 
После смерти митрополита Максима 16 декабря Михаил послал в Константинополь тверского игумена Геронтия в качестве кандидата на должность нового митрополита, однако новым митрополитом стал Пётр. В 1307 году Михаил отправился в Новгород для решения территориальных споров: Новгород запрашивал вернуть территории, принадлежащие Михаилу, его семье и приближённым, а также территории, полученные князьями Андреем и Дмитрием. По итогу переговоров Михаил согласился только с частью новгородских требований. В августе 1308 года Михаил снова безуспешно напал на Москву. В том же году он стал князем новгородским.
После избрания в 1310 году Нифонта I на должность патриарха Константинопольского Михаил отправил ему жалобы на митрополита Петра, в которых он обвинял его в симонии и одобрении браков, в которых состояли родственники в 4 и 5 поколениях. В 1311 году после того, как те же жалобы подал епископ Андрей, был собран Переяславский собор. Михаил не присутствовал на соборе, так как уехал в Орду. По итогу собора в действиях Петра не было обнаружено каких-либо нарушений.

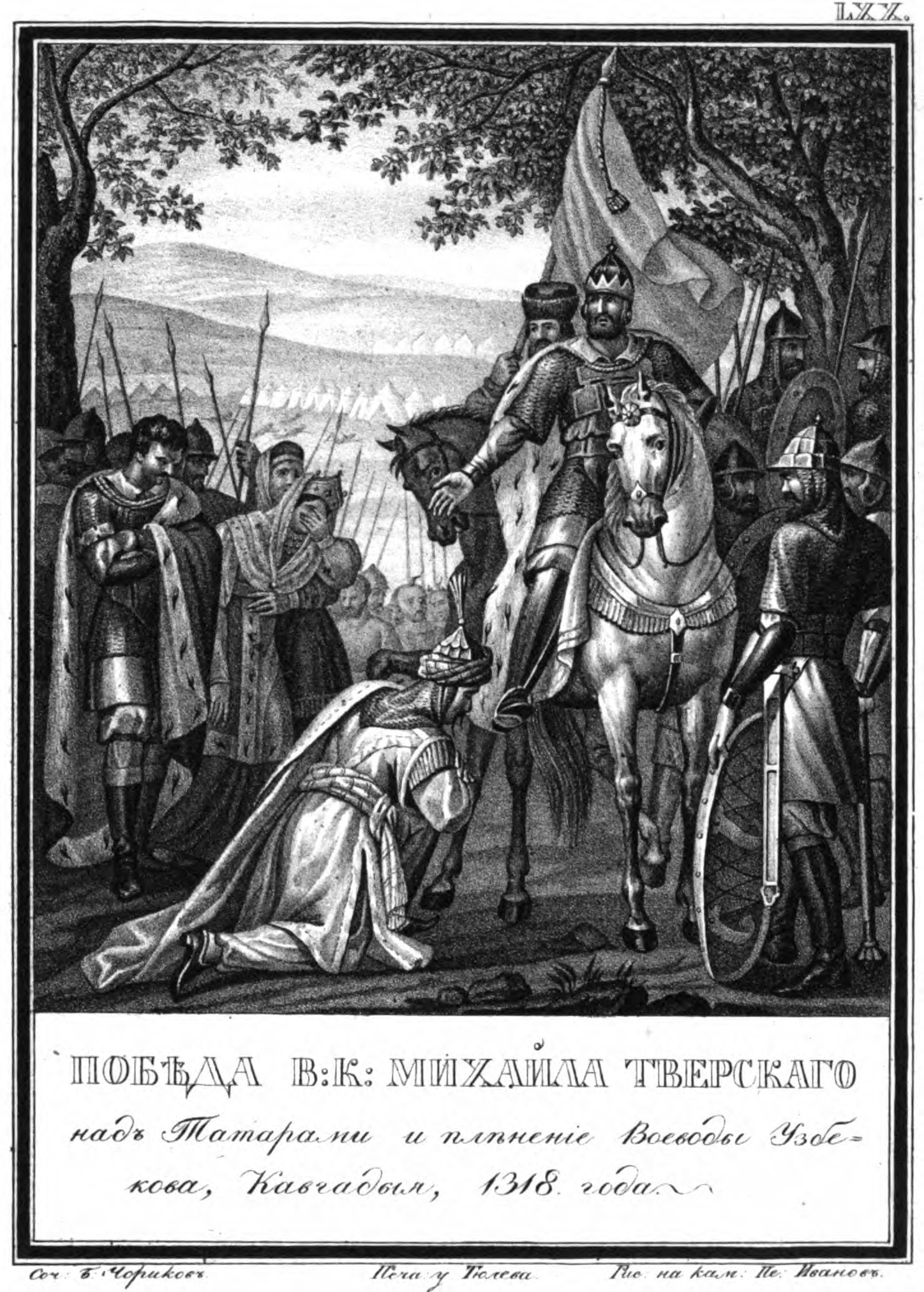
Изображение победы Михаила в Бортеневской битве из «Живописного Карамзина», 1836 год.

В том же году Михаил послал войско во главе с его сыном Дмитрием на Нижний Новгород. Однако во время остановки во Владимире митрополит Пётр не благословил Дмитрия. Простояв в городе три недели, Дмитрий распустил войско и вернулся назад в Тверь. В 1312 году Михаил по неизвестной причине остановил воз хлеба в Новгород, а также захватил Торжок и Беричи (ныне — Бежецк). После того, как Новгород заплатил Михаилу 1500 гривен, воз был восстановлен.
В 1313 году Михаил отправился в Орду к новому хану Узбеку, вернувшись только в 1315. Во время его отсутствия Новгород в 1314 году стал союзником Юрия. Князем новгородским стал брат Юрия Афанасий, тверские наместники были заточены в тюрьму князем Фёдором Ржевским, а тверские деревни на левом берегу Волги были уничтожены. По возвращении Михаил остановил всю торговлю с Новгородом и получил от хана войско татар. 10 февраля у Торжка он нанёс новгородцам поражение. По условиям мирного договора Новгород обязан был выплатить Михаилу 5000 гривен. После этого Михаил пригласил новгородских бояр и Афанасия на пир, на котором захватил их в плен. Также он приказал снести все защитные укрепления в Торжке.
В марте 1316 или 1317 года Михаил напал на Новгород по реке Ловать, однако по пути потерялся в болотах, расположенных в южном направлении от Ильмень-озера, и вернулся в Тверь, потеряв всех коней и бо́льшую часть армии. В августе 1317 года Юрий в сопровождении эмира Кавгадыя вернулся из Орды с ярлыком на владимирское княжение. Михаил вышел ему навстречу и, находясь на противоположных берегах Волги, они вели переговоры, которые закончились тем, что Михаил признал новый титул Юрия и попросил его не нападать на Тверское княжество. С этого же момента времени титул «Великого князя всея Руси» также перешёл Юрию. 
В сентябре Юрий с армией татар и суздальцев напал на Тверское княжество с юга, в то время как Новгород — с севера. Сначала Михаил разбил новгородцев у Торжка и подписал с ними мирный договор. В это время Юрий уже находился в примерно 16 км от Твери. 22 декабря у села Бортенево произошла Бортеневская битва. Тверская армия разгромила армию Юрия. После этого Юрий сбежал в Новгород, Михаил взял в плен его брата и жену — Бориса и Агафью, а Кавгадыя отпустил.
В 1318 году Михаил встретился на броде Волги с Юрием, которого сопровождали псковичи, новгородцы и архиепископ Давид. Битва не состоялась, так как князья решили урегулировать все свои конфликты в Орде, куда и отправились. По итогу переговоров был заключён новгородско-московско-тверской договор, по которому Михаил вернул Новгороду раннее захваченные земли, расторгнул некоторые договоры и обязался не мешать торговле, а также обязался вернуть из плена Агафью, Бориса, Афанасия и новгородских бояр.

### Смерть
Агафья, находясь в Твери, умерла. Кавгадый и Юрий обвинили в этом Михаила. Михаил, желая урегулировать конфликт, отправил в Москву посла Александра Марковича, однако Юрий убил его и с доносом отправился в Орду. 6 августа Михаила вызвал Узбек и он отправился в Орду. Во Владимире тверской князь передал грамоту-завещание своим сыновьям Александру и Дмитрию, в которой он разделил Тверское княжество между ними.

В сентябре Михаил достиг Узбека у устья Дона. Спустя 1,5 месяца прошло два суда: в обоих Кавгадый обвинил Михаила в утаивании денег, убийстве татар и отравлении Агафьи. В это же время хан отправился на войну с Абу Саидом Бахадур-ханом — ильханом Государства Хулагуидов. Михаил, закованный в кандалы и колодку, сопровождал хана. 22 ноября около Дербента Михаил был убит: из его груди вырезали сердце. Его тело было похоронено в Спасском монастыре Москвы, в 1319 году было перезахоронено в Спасо-Преображенском соборе Твери.

Суд и смерть Михаила. Миниатюры Лицевого летописного свода XVI века.
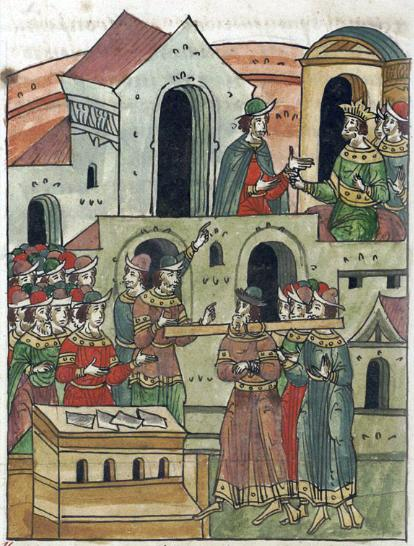
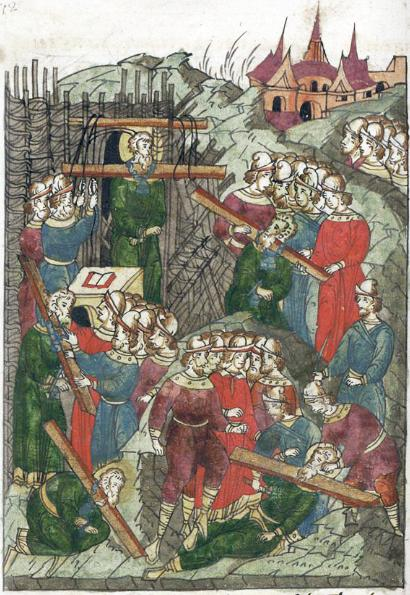
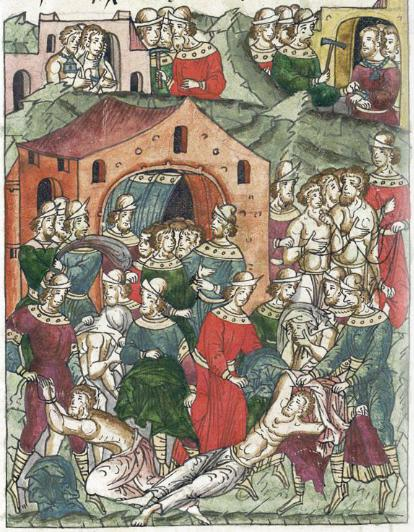
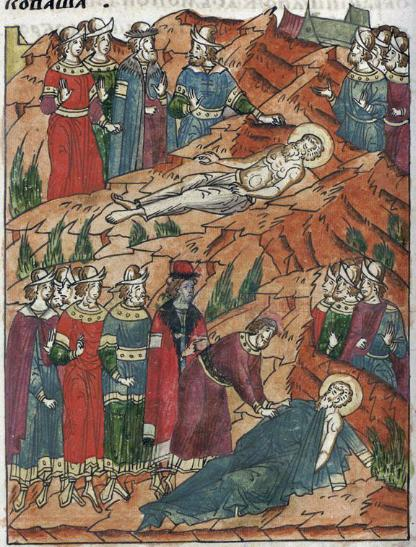
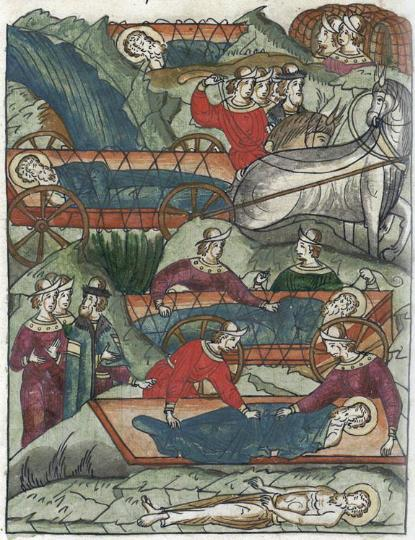

## Семья
Михаил Ярославич был сыном Ярослава Ярославича и Ксении Юрьевны. Его родными сёстрами были неизвестная сестра и Софья, единокровными братьями — Михаил и Святослав. 8 ноября 1294 года Михаил женился на дочери князя ростовского Дмитрия Борисовича Анне, которая родила ему одну дочь и четырёх сыновей: 15 сентября 1299 года Дмитрия, в 1300 году Феодору, 7 октября 1301 года Александра, в 1306 году Константина и около 1304 года Василия.

## Почитание и канонизация
Михаил Ярославич был канонизирован в 1549 году Русской православной церковью на II Макарьевском соборе. День памяти — 22 ноября [5 декабря].  
Обретение мощей произошло 24 ноября 1634 года при Евфимии — архиепископе тверском. При архиепископе Лаврентии 30 сентября 1654 года мощи из каменного гроба были переложены в раку из дерева. В 1696 году был построен второй Спасо-Преображенский собор, вследствие чего архиепископ Сергий освятил придел Михаила. В 1715—1716 годах придел был упразднён. В 1747—1748 годах Г. Григорьевич сделал новую раку для мощей, которая была поставлена около иконостаса на правой стороне собора.  
В 1881 году мещанин И. В. Долгов написал акафист Михаилу, который был одобрен 22 апреля 1882 года Святейшим правительствующим синодом, а в 1883 году напечатан после редакции Г. П. Первухина. В 1884 году было основано «Православное Братство Святого Благоверного Великого князя Михаила Ярославича», целью которого была поддержка деятельности церковно-приходских школ в Тверской губернии. 
Мощи Михаила 22 июня 1902 года были переложены в новую раку из серебра. В дореволюционное время часть мощей была перенесена в дарохранительницу Храма Христа Спасителя в Москве. 18 мая 1919 года рака с мощами была вскрыта. В 1922 году во время кампании по вскрытию мощей рака без мощей была изъята. После того, как Спасо-Преображенский собор был снесён 4 апреля 1935 года, мощи Михаила были перенесены в Тверской краеведческий музей. После оккупации Твери в 1941 году войсками Нацистской Германии они пропали. 
В Твери в 1994 году была создана организация «Общество Михаила Ярославича Тверского», переименованное в 2011 в «Общество князя Тверского и великого князя всея Руси Михаила Ярославича». Целью общества является изучение и распространение деятельности и жизни Михаила. Общество проводит конкурсы, выставки, чтение докладов, а также издаёт книги и буклеты. 20 декабря 2018 года был зарегистрирован благотворительный фонд во имя святого благоверного князя Михаила Тверского, занимающийся восстановлением христианских храмов.  

## Михаил Ярославич в культуре

### В архитектуре
Статуя Михаила Ярославича является частью памятника «Тысячелетие России», который был создан скульпторами М. О. Микешином и И. Н. Шредером в 1862 году. Между 1909 и 1913 годами в Ельце была построена церковь Михаила Тверского и Александра Невского архитектора Э.Э. Вильфарта. В 1911—1913 годах на горе Мтацминда в Тбилиси была построена церковь Михаила Тверского. 
В ноябре 1996 года в Городском саду Твери был установлен поклонный крест из белого гипса скульптора Е. А. Антонова с изображением Михаила. 5 декабря 2001 года на входе в сад был установлен аналогичный крест из серого гранита.
В 2002 году по инициативе Российского исторического общества на острове Памяти, расположенного в центральной части Твери около устья Тьмаки, был построен храм Михаила Тверского. В 2003 году в Будённовске была сооружена деревянная часовня имени Михаила Тверского. 23 мая 2008 года на Советской площади (ныне — площадь Михаила Тверского) Твери был открыт памятник Михаилу скульптора А. Н. Ковальчука.

### В филателии
В 1995 году тиражом 550 тысяч штук была выпущена почтовая марка серии «История Российского государства» с изображением Михаила Ярославича номиналом 1000 рублей. Художник —  Л. Зайцев. В 2005 году тиражом 200 тысяч штук была выпущена марка серии «Россия. Регионы» номиналом 5 рублей. На марке изображены барельеф Михаила, памятник Афанасию Никитину, часовня, стоящая у истока Волги, «Голубой экспресс» и Борисоглебский монастырь. Художник — В. Глушенко. В 2018 году тиражом 144 тысячи штук была выпущена марка с изображением Михаила, Спасо-Преображенского собора, древнерусской военной арматуры и атрибутов православного богослужения номиналом 32 рубля. Художник — С. Ульяновский.

### В живописи
Внешность Михаила Яросавича в живописи не имеет определённого типажа. Чаще всего она сопоставлялась со внешностью Михаила Всеволодовича, вследствие чего его изображали с бородой, шубой, шапкой и небольшой лысиной. Реже он изображался с короткими волосами, большой лысиной и без шапки.
Миниатюра из лицевого списка Хроники Георгия Амартола является древнейшим изображением Михаила. На ней он вместе со своей матерью Ксенией изображены предстоящими перед Спасом Вседержителем. Дата создания Тверского списка Хроники среди исследователей варьируется от 1290-х до 1320-х годов. Ряд миниатюр из Лицевого летописного свода XVI века повествуют о жизни Михаила, затрагивая его детство, правление, смерть и похороны. 
Отсутствие сведений о других изображениях Михаила ранее XVI века, скорее всего, обусловлено почитанием князя даже после канонизации исключительно в Твери, пожаром в Спасо-Преображенском соборе в 1537 году и периодом Смутного времени. Согласно предположению В. И. Антоновой и Н. Е. Мнёвой, Михаил изображён на иконе 1550-х годов «Благословенно воинство Небесного Царя». Образ князя фигурирует на росписях Золотой и Грановитой палатах Кремля. К концу XVI века почитание Михаила распространилось, вследствие чего его стали изображать на монументальных ансамблях: он фигурирует на росписях Смоленского (ок. 1598) и Благовещенского (1600) соборов.  
Ко второй половине XVII века Михаил стал чаще появляться на монументальной живописи, в частности в Поволжье. Он фигурирует на росписях церкви Николая Чудотворца Надеинской (1640), Троицкого собора Троицкого Макарьева монастыря (1654), церкви Николая Чудотворца Мокринской (1673), Крестовоздвиженском соборе (1676) и других. Начиная с конца XVII века, Михаил стал изображаться в паре с другими тверскими святыми, чаще всего со святым Арсением. 
Михаил иногда фигурировал на старообрядческих иконах XVIII—XIX веков, таких как «Образ всех святых Российских чудотворцев» (не позднее 1730-х годов), складень «Воскресение, праздники и святые» (конец XVIII — начало XIX веков), «Преподобная Мария Египетская, со сценами жития» (вторая половина XIX века) и других. В начале XIX века стали появляться иконы с одиночным образом Михаила. В 1840-х—1850-х годах для Спасо-Преображенского собора Твери были созданы картины разных моментов жизни Михаила: «Напутствование князя Михаила», «Убиение князя Михаила», «Погребение князя Михаила» и другие.  
В XIX—XX веках Михаил фигурировал на патрональных иконах Романовых, так как он являлся небесным покровителем Михаила Александровича. 

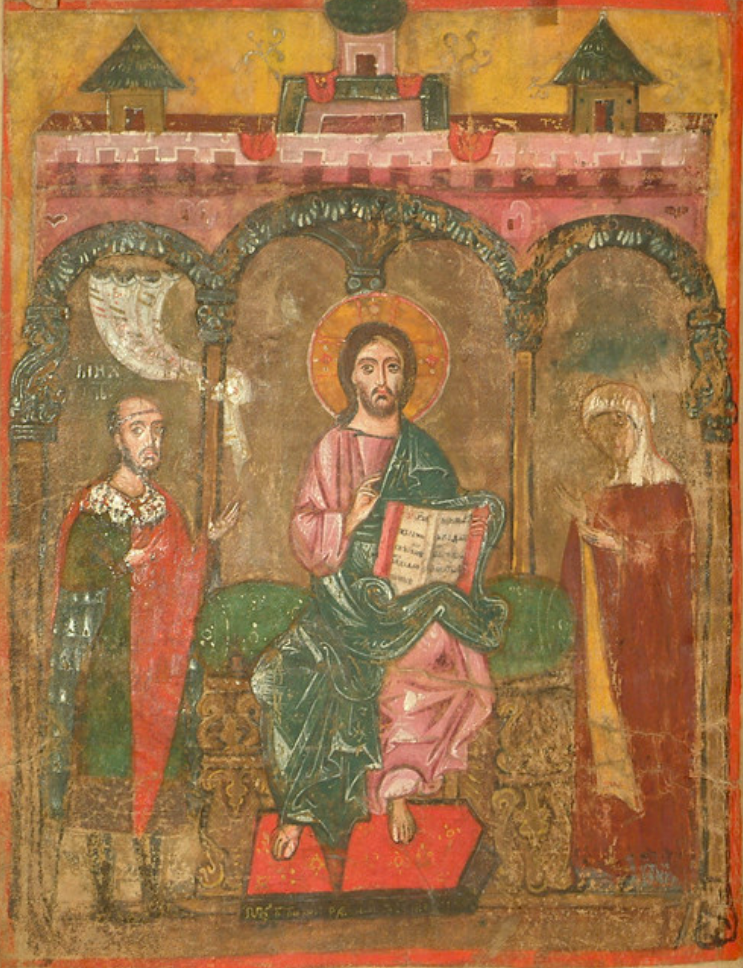
Михаил (слева) и Ксения (справа) предстоят перед Спасом Вседержителем, миниатюра из Хроники Георгия Амартола.
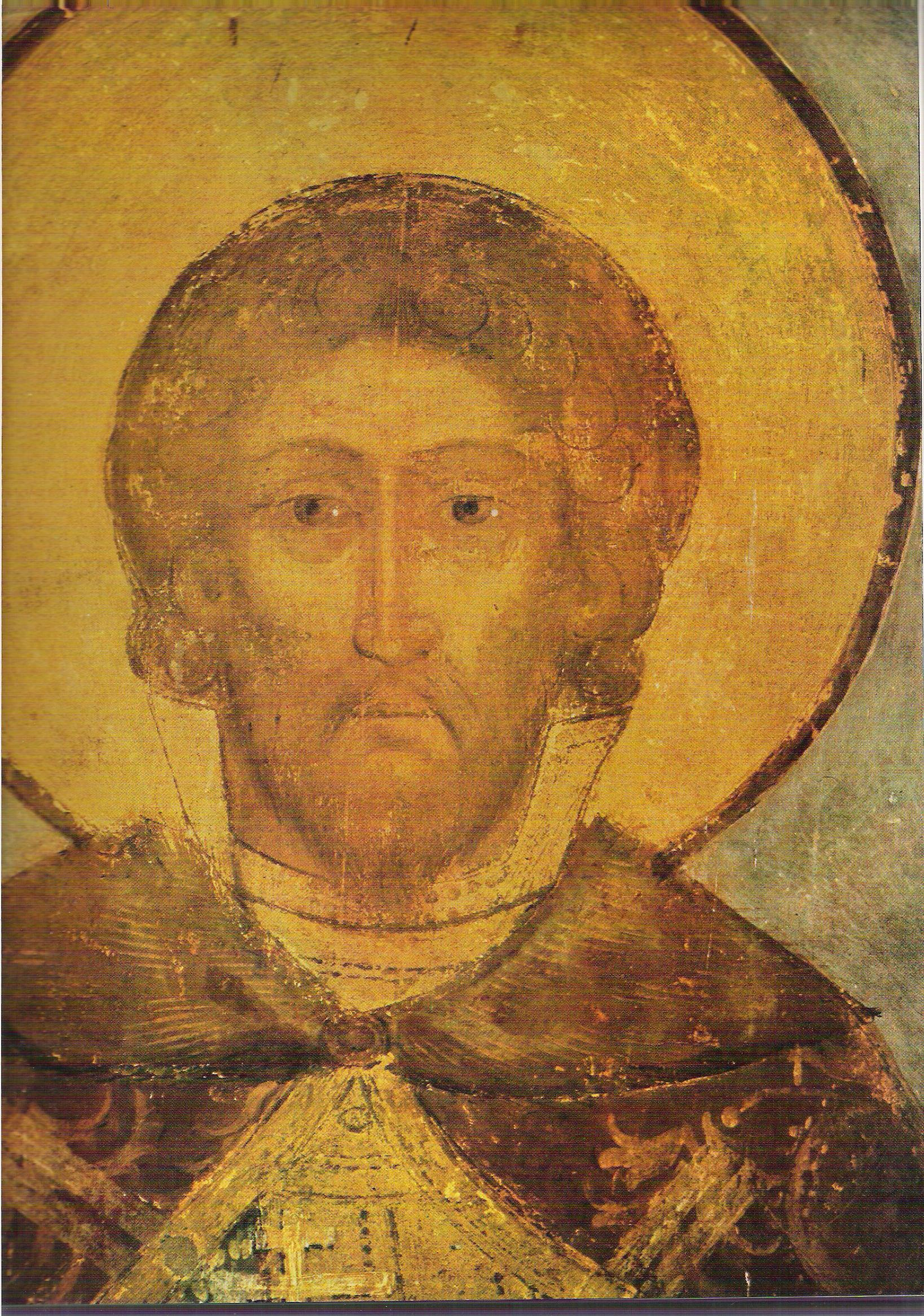
Образ Михаила на росписи Софийского собора Вологды, 1686 год.
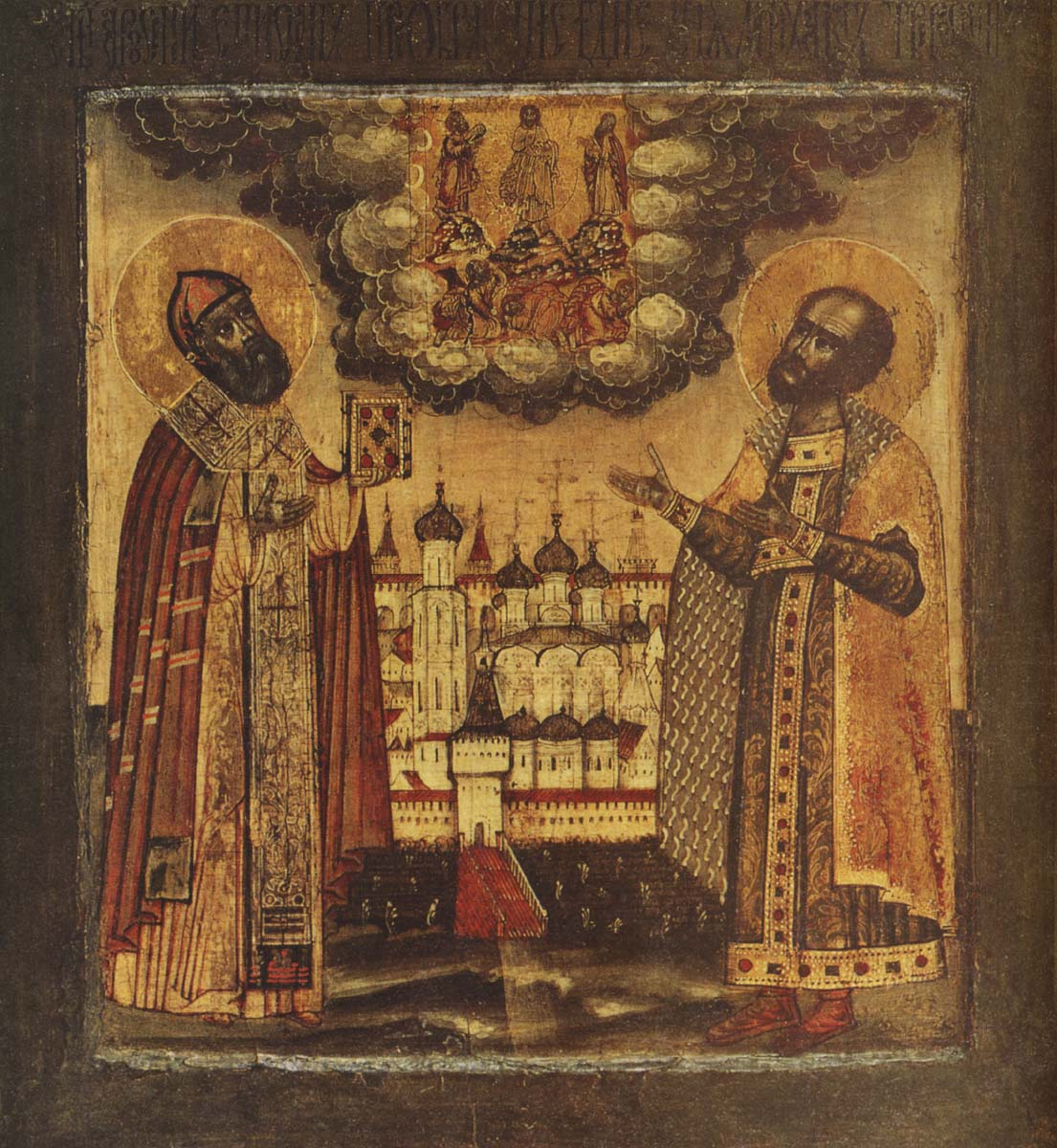
«Святитель Арсений и благоверный князь Михаил Тверские», икона конца XVII века.
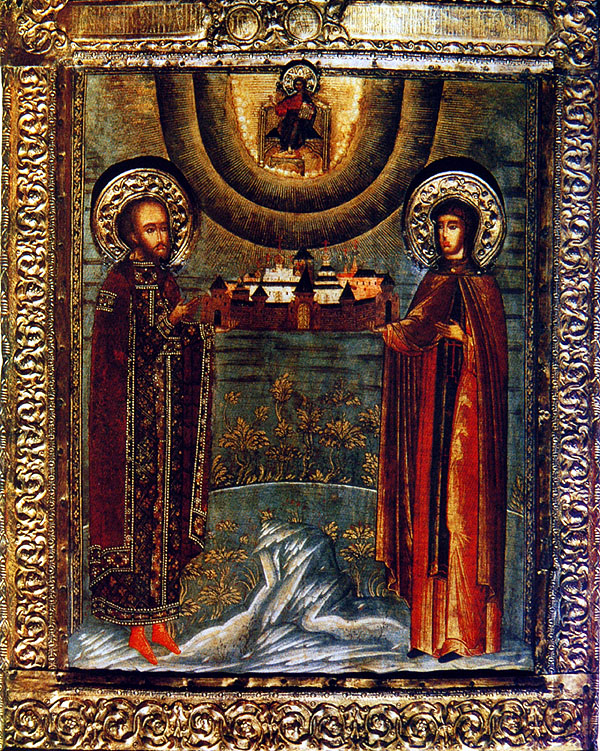
«Святые Михаил и Ксения Тверские», икона конца XVII века.
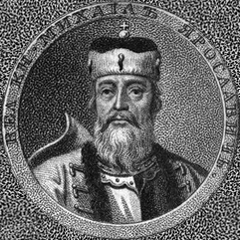
Изображение Михаила из «History of Russia, from the foundation of the monarchy by Rurik, to the accession of Catharine the Second» Уильяма Тука.
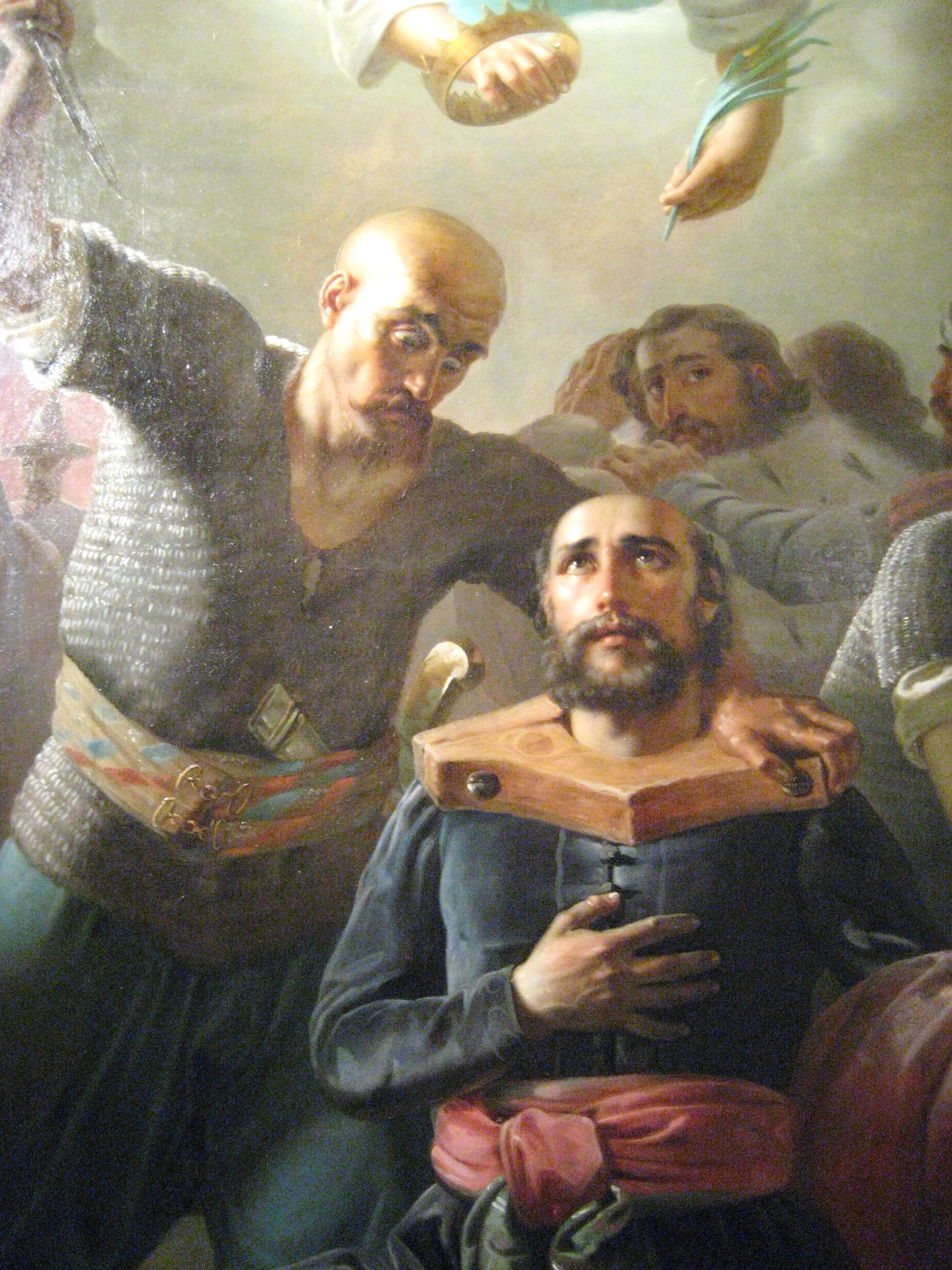
Картина «Убиение князя Михаила», 1847 год.
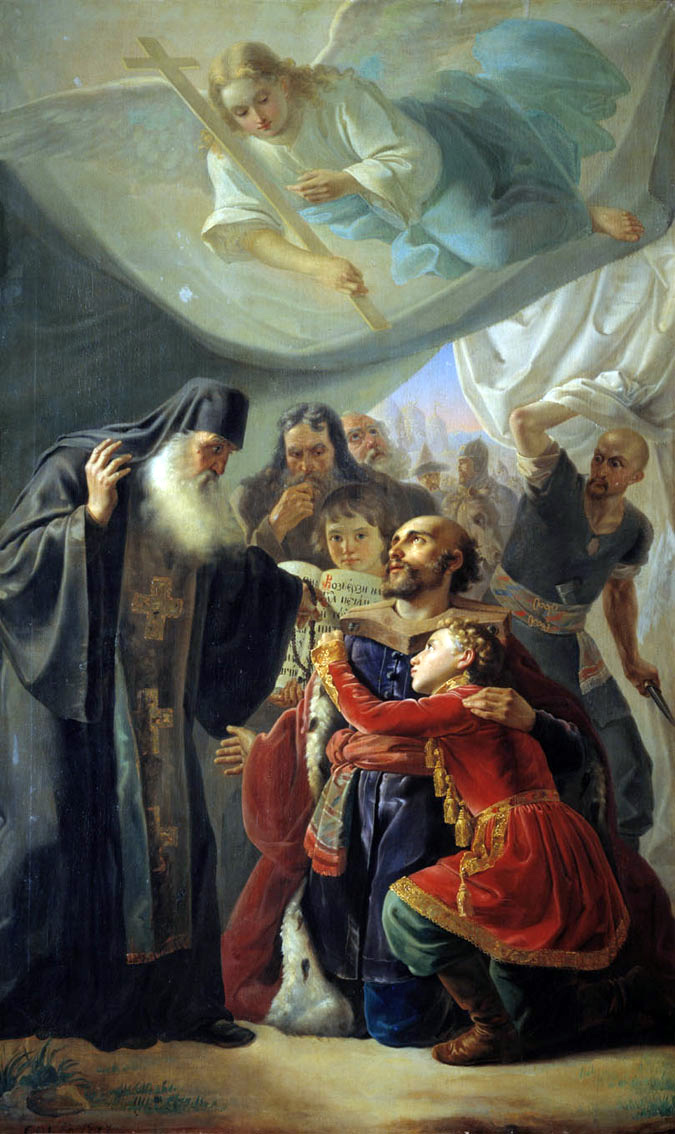
Картина «Напутствование князя Михаила», 1847 год.
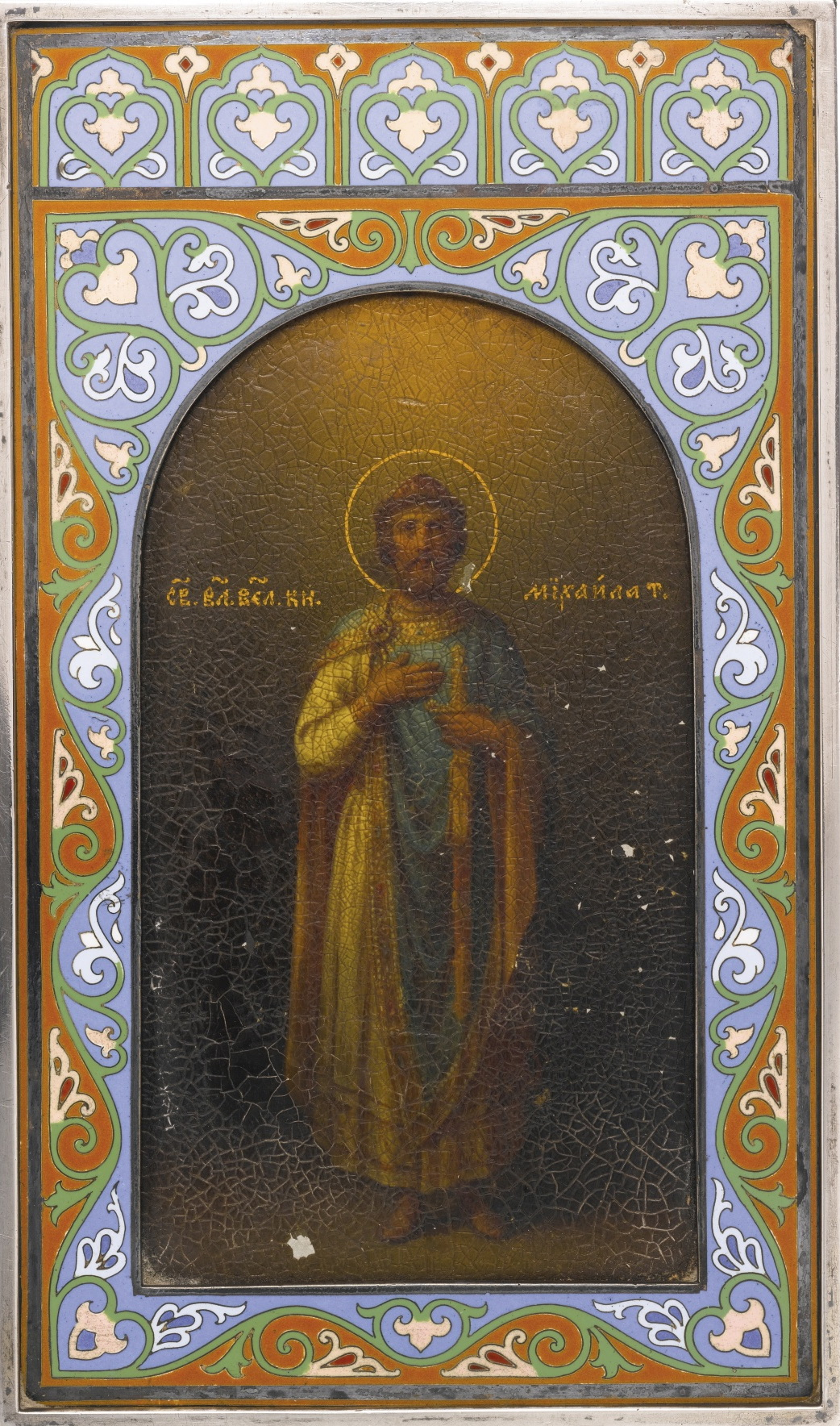
Патрональная икона Михаила, 1903 год.

### В литературе
«Житие Михаила Тверского» XIV века является древнейшим текстом с биографией Михаила Ярославича. По мнению таких историков, как Филарет (Гумилевский), В. А. Кучкин и В. О. Ключевский, автором текста является игумен Александр. Позднее биография Михаила была описана в «Великих Четьи-Минеи» и Степенной книге XVI века и Старопечатном прологе XVII века, а также в ряде летописей XV—XVI веков:Ермолинской, Рогожской, Тверской, Никоновской, Устюжской и других.
В 1822 году К. Ф. Рылеев посвятил Михаилу стихотворение «Михаил Тверской», вошедшее в сборник «Думы». В стихотворении повествуются последние часы жизни Михаила. В 1824 году А. А. Бестужев посвятил князю стихотворение «Михаил Тверской». В 1829 году А. Н. Муравьёв написал трагедию «Михаил Тверской», в которой рассказывается о последней ночи Михаила и его утренней казни.
Михаил фигурирует в двух романах Д. М. Балашова: «Младший сын» (1975) и «Великий стол» (1979). Михаил является главным героем романа Н. Фуделя «Великий князь Михаил Тверской. Роман-эпоха» 2016 года. В 2017 году была выпушена монография «Михаил Тверской» Н. С. Борисова.

### В кинематографе
В 2007 году документальный фильм «Михаил Тверской. За други своя» режиссёра Л. Чернявского был показан на IV Международном благотворительном кинофестивале «Лучезарный Ангел» в Москве. В 2016 году по инициативе «Общества князя Тверского и великого князя всея Руси Михаила Ярославича» был снят документальный фильм «Сказание о Михаиле Тверском на ингушской земле» режиссёра И. Евлоевой. Показ фильма состоялся 15 февраля в Тверском государственном университете и 16 февраля в Тверском областном Дворце культуры «Пролетарка». 5 декабря 2018 года состоялся показ фильма «Бортеневская битва. Подвиг князя Тверского» режиссёра К. А. Седухина. 11 ноября 2021 года на Тверском православном кинофестивале «Русское сердце» в Твери состоялся показ документального фильма режиссёра И. Соиной «Русское сердце. Михаил Тверской».

## Память
В 1993 году в Твери была создана набережная имени Михаила Ярославича. Советская площадь Твери 13 ноября 2018 года указом № 1457 главы города А. В. Огонькова была переименована в площадь Михаила Тверского. 4 декабря 2020 года имя Михаила Ярославича Тверского было присвоено Степуринской средней общеобразовательной школе посёлка Степурино. 

### На русском языке
- Андреева Е. А. Михаил Тверской глазами древнерусских книжников. — Москва—Берлин: Директ-Медиа, 2019. — 191 с. — ISBN 978-5-4499-0050-0.
- Андрей (епископ тверской) // Русский биографический словарь : в 25 томах. — СПб., 1900. — Т. 2: Алексинский — Бестужев-Рюмин. — С. 128.
- Богуславский В. В. Славянская энциклопедия. Киевская Русь — Московия. — М.: Олма-пресс, 2001. — Т. 2. — 784 с. — ISBN 5-224-02249-5.
- Борисов Н. С. Из истории тверского княжеского дома. Дата рождения великого князя Михаила Ярославича // Исторический журнал: научные исследования. — 2018. — № 6. — С. 29—38.
- Гадалова Г. С. Жизнь за «други своя» // Арора : журнал. — 2021. — № 6. — С. 55—80. — ISSN 0320-6858.
- Жилина Н. П. Князь Михаил Тверской в думе Рылеева и в русской историографии: путь к святости // Вестник Балтийского федерального университета имени И. Канта. — 2021. — № 3. — С. 88—96.
- Карамзин Н. М. История государства Российского. — М.: Наука, 1992. — Т. IV. — ISBN 5-02-008660-6.
- Клюг Э. Княжество Тверское (1247—1485 гг.) = Das Furstentum Tver 1247—1485 / пер. с нем. А. В. Чернышова. — Тверь, 1994. — 432 с.
- Князев Е. А. История России с древнейших времен до XVII века. Учебник и практикум для академического бакалавриата. — М.: Издательство Юрайт, 2019. — 455 с. — ISBN 978-5-534-09766-5.
- Конявская Е. Л., Преображенский А. С. Михаил Ярославич // Православная энциклопедия. — М., 2017. — Т. XLVI : Михаил Пселл — Мопсуестия. — С. 31—56. — 36 000 экз. — ISBN 978-5-89572-053-0.
- Кучкин В. А. О принятии Михаилом Ярославичем Тверским и владимирскими князьями титула «Великий князь всея Руси» // Михаил Ярославич Тверской – великий князь всея Руси. — 2008. — С. 8—21.
- Кучкин В. А. Права и власть великих и удельных князей в Тверском княжестве второй половины XIII–XV вв. // Славянский мир: общность и многообразие : материалы Международной научно-практической конференции, 22–23 мая 2008 г., Тверь. — Тверь: Тверской государственный университет, 2009. — С. 216—226.
- Меркушов С. Ф. Образ князя Юрия в романах Д. М. Балашова «Младший сын» и «Великий стол» // Известия Российского государственного педагогического университета им. А. И. Герцена. — 2008. — № 70. — С. 226—228.
- Николаев Б.А . Михаил Ярославич, Великй князь Тверской и Владимирский. — Леан, 1995. — 364 с. — ISBN 9785859290062.
- Пчелов Е. В. Монархи России. — М.: Олма-пресс, 2003. — 668 с. — ISBN 5-224-04343-3.
- Соловьёв С. М. История России с древнейших времён. — М.: Издательство социально-экономической литературы, 1960. — Т. 3—4.
- Тарабрин С. Ю. Митрополит Пётр и Переяславский Собор // Известия Саратовского университета. Новая серия. Серия: История. Международные отношения. — 2017. — Т. 17, вып. 3. — С. 291—295.
- Тверские (великие и удельные князья) // Русский биографический словарь : в 25 томах. — СПб., 1912. — Т. 20: Суворова — Ткачев. — С. 386—433.
- Штыков Н. В. К истории формирования Восточного рубежа Тверской земли во второй половине XIII века // Труды Исторического факультета Санкт-Петербургского университета. — 2011. — № 6. — С. 182—193.
- Экземплярский А. В. Великие и удельные князья Северной Руси в татарский период, с 1238 по 1505 г. — СПб.: Типография Императорской академии наук, 1891. — Т. 2. — 696 с.
- Юдин В. А. Человек. История. Память. — М.: Современник, 1990. — 255 с. — ISBN 5-270-01037-2.

### На других языках
- გრატიაშვილი დ., ასათიანი ნ. თბილისის წმ. მიხეილ ტვერელის სახელობის ტაძარი (груз.) // სტუ-ის შრომები. — 2020. — ნომ. 2. — გვ. 151—158. — ISSN 1512-0996.